# Climate Pledge Arena
De Seattle Center Arena, in de volksmond Climate Pledge Arena na een eerdere sponsoring middels naamgevingsrechten, is een multifunctionele arena in Seattle, Washington die momenteel wordt herontwikkeld. Het stadion is gelegen ten noorden van het centrum in de locatie van de Wereldtentoonstelling van 1962, de Century 21 Exposition.
Het stadion werd gebruikt voor amusementsdoeleinden, zoals concerten, ijsshows, circussen en sportevenementen. De vernieuwde arena, die momenteel naar schatting $ 900 tot $ 930 miljoen zal kosten, zal naar verwachting in juni 2021 worden geopend.
Vanaf de heropening in 1995 tot de tweede sluiting in 2018, had Climate Pledge Arena een capaciteit van 17.072 zitplaatsen voor basketbalwedstrijden, 15.177 voor ijshockeywedstrijden en ijsshows, 16.641 voor concerten en 17.459 voor middelgrote concerten.